# 千乃あずみ
千乃 あずみ（ちの あずみ、1993年8月4日 - ）は、日本のAV女優。LIGHT所属。

## 略歴・人物
広島県出身。2013年10月、アダルトビデオメーカー・teamZEROの専属女優としてデビューした巨乳AV女優。
趣味・特技は犬と遊ぶこと、料理。

## 出演作品

### アダルトDVD
2013年
- Debut（10月13日、teamZERO）
- GLAMOROUS（11月13日、teamZERO）
- Splash（12月13日、teamZERO）

2014年
- More Sex 4本番（1月13日、teamZERO）
- Sex Pistons! セックスピストン!（2月13日、teamZERO）
- 激イキ!騎乗位FUCK（3月13日、teamZERO）
- 貸切り温泉ペロリ旅（4月13日、teamZERO）
- マグナムFUCK!（5月13日、teamZERO）
- はじめての大乱交（6月13日、teamZERO）
- 汁だくSEX（7月13日、teamZERO）
- 犯される巨乳女教師（8月13日、teamZERO）
- OL痴漢白書（9月13日、teamZERO）
- 働くオンナ猟り vol.15 青山のOLたちをとことんハメ廻す!! 青山ウェディングプランナー&エステティシャン編（10月1日、プレステージ）※「千乃安曇」名義　他出演:松下千里、荒牧しおり、園田花凛、中西早貴、香嶋菜々子
- 猥褻便所 in Tokyo（10月3日、ワープエンタテインメント）
- ワケあり回春睾丸マッサージ 2 〜究極の射精体験へと導く人妻たち〜（10月10日、BAZOOKA）他出演:佳苗るか、桜咲ひな、浜崎真緒、若菜みなみ
- 全裸爆乳ガイド付きバスツアー（10月13日、E-BODY）
- 禁断介護（10月16日、グローリークエスト）
- カラダが火照って困ります。（10月19日、乱丸）
- 濃厚オヤジと女教師（11月1日、ワンズファクトリー）
- 快楽に理性は崩壊。（11月1日、TEPPAN）
- 高級ランジェリークラブ 連続絶頂痙攣SEX（11月7日、Be Free）
- 巨乳限定だましナンパ! 街行く素人お嬢さんに偽フィットネス勧誘!運動直後のデカパイもみセクハラに疲労MAXで抵抗できない女たち4時間スペシャル!!（11月14日、ナンパHEAVEN）他出演:咲楽アンナ、夏希ルア ほか
- 原作・彩画堂 キャストリニューアルで再登場!! 30歳からの不良妻講座 人妻オードリーさんの秘密 2 男とヤリまくる鳳さんのSEX物語 驚愕の完結編!!（11月25日、マドンナ）共演:水野朝陽、広瀬奈々美
- ボイン大好きしょう太くんのHなイタズラ（12月4日、グローリークエスト）
- 最高級三ツ星巨乳ホテルコンシェルジュのSEXスイートサービス… 4時間 5（12月12日、BAZOOKA）他出演:茜あずさ、井上瞳、浜崎真緒
- 素人ナンパ!! とりあえず素股までが間違えてチ●ポがズボリッ!! Part.3（12月12日、S級素人）他出演:佐々木恋海、蓮実クレア、夏希ルア、かのんこゆる
- 「中に出して…夫と子供には内緒」 自宅で愚痴聞き屋に中出しセックスをせがむ美人人妻たち 3（12月12日、S級素人）他出演:さとう愛理、香山美桜
- 素人水着オーディション 芸能スカウトのふりしてナンパ連れ込み 羞恥撮影でマイクロビキニびしょびしょ娘続出!!（12月12日、ナンパHEAVEN）他出演:蓮実クレア、白井まい、佐々木恋海、咲楽アンナ、永崎文、夏希ルア、はるか奏、さとう愛理、新山かえで
- 千乃あずみ teamZERO BEST（12月13日、teamZERO）※総集編
- 中年おやじサークル中出しオフ会（12月19日、クリスタル映像）
- 巨乳の姉とセックスしたい… 弟の歪んだ願望を告白された姉は葛藤の末に近親相姦を受け入れる!! 家族に内緒の家庭内盗撮でその愛情をAV制作会社が完全バックアップ!! VOL.2（12月20日、ディープス）他出演:保坂えり

2015年
- 美人潜入捜査官（1月1日、ワンズファクトリー）
- 息子の大きすぎるチンポが気になって…（1月1日、ABC）
- 嫁ぎ先は中年地獄（1月7日、マドンナ）
- 一泊二日、中出し温泉旅行。（1月7日、プレミアム）
- Wスチュワーデス in… (脅迫スイートルーム)（1月9日、ドリームチケット）共演:朝桐光
- カラダを売りにするS級素人（1月9日、S級素人）共演:春海紗奈
- 淫ママ（1月13日、溜池ゴロー）
- お人良し巨乳お姉さん 真正中出し解禁!!（1月25日、本中）
- ハミ乳先生の誘惑レッスン（2月1日、ワンズファクトリー）
- 即ハメ生中出し AV女優が撮影現場に来たらいきなりSEX（2月5日、グローリークエスト）他出演:成海うるみ、北川エリカ、水原さな、みづなれい
- 「童貞くんのオナニーのお手伝いしてくれませんか…」 街中で声を掛けた心優しい人妻さんがマジックミラー号で童貞くんを赤面筆おろし! 3（2月5日、SODクリエイト）※「あやこ」名義　他出演:ゆい、いずみ、ひなこ
- ドリシャッ!!（2月6日、ワープエンタテインメント）
- 強制自慰アクメ in… 4 密室マンズリ玩具調教（2月6日、ドリームチケット）他出演:板垣あずさ、本庄優花、川菜美鈴、みおり舞、高岡すみれ、希咲エマ
- 女のカラダは腰使いで決まる! 4時間 14（2月13日、BAZOOKA）他出演:槇原愛菜、夕城芹、美咲杏、さとう愛理
- 近親相姦 狙われた母（2月13日、ヴィーナス）
- プライベートポルノ（2月19日、グローリークエスト）
- 無理やり強制中出し痴女（2月25日、本中）
- もしも時間を自由に止められたら… 3 巨乳温泉編（2月27日、おかず。）共演:蓮実クレア、佳苗るか、井上瞳
- エレベーターガール密室集団レ×プ（3月1日、MOODYZ）
- 敏感すぎる巨乳人妻の歯科助手を失禁中出し治療（3月1日、Fitch）※「あずみ」名義
- 女教師 中出し20連発（3月5日、アイエナジー）
- 爆乳M痴女中出し調教（3月6日、TOMAHAWK）他出演:舞咲みくに
- 僕のヨダレを吸いあげる 接吻啜りとザーメン搾り 2（3月6日、ドリームチケット）他出演:夏目優希、藤崎エリナ、長谷川リホ、あゆみ翼、朝桐光、白咲碧
- 私、本名でセックスしてました。（3月6日、無名時代）
- 超硬フル勃起 じゅぽフェラごっくん伝説（3月13日、MOODYZ）
- おっぱい丸出しで診療する巨乳だらけの歯科医院（3月13日、UMANAMI）他出演:北川エリカ、槇原愛菜、嘉門ゆうか、小倉はるか、愛川ひより
- カルチャースクール帰りの人妻尾行野外レイプ（3月13日、青空ソフト）共演:佐々木恋海、仁奈るあ
- 壁越しでも聞こえてくる隣の奥さんの喘ぎ声を注意すると恥ずかしそうに謝りに来たので押し倒したら拒みつつも全身ビクビクでイキまくった 4 中出しスペシャル（3月19日、ナチュラルハイ）他出演:篠田あゆみ、吉村みさき
- 淫乱セレブ妻 ホームレスに犯されたい巨乳セレブ妻（3月19日、乱丸）
- 質屋の質草にされた美巨乳若妻 3（3月20日、クリスタル映像）
- Hカップ 93cm マゾ乳 生中出し（3月25日、ゲインコーポレーション）
- キモメンとラブラブ中出しSEX ※絶対台本通り（3月25日、本中）
- 絶対にハメたい年上美人をぶっ壊せ！気づかぬうちに強制媚薬漬けにされた清楚なオンナは自ら大股開いてチ●ポを懇願！たっぷり焦らした上で生挿入すると我慢もせず即イキ!（3月27日、SCOOP）他出演:堀内秋美、桜リカ、中山理莉
- 混浴風呂に入浴しているカップルの女の前で俺のセンズリを見せつけたら彼女の視線がくぎ付けに!彼氏には内緒でこっそりヤッちゃいました!!（3月27日、SCOOP）他出演:波多野結衣、北川エリカ、井上瞳、春海紗奈
- 中出し愛好家（3月28日、HMJM）
- 隣に引っ越してきたムッチリ巨乳妻に嫉妬するお隣の奥様のいたずらがひどい!!頼んだ覚えのない大人のオモチャを送りつけられ、旦那を寝取られ、旦那以外に中出しされる哀れな美人妻（3月31日（レンタル）/4月10日（セル）、LEO）共演:和泉紫乃
- 完全撮り卸し 人妻 夜姦（4月1日、ABC）他出演:篠田あゆみ、川上ゆう、水野朝陽、有村千佳、青木玲、松野朱里、北条麻妃
- SEX GAME 2人の巨乳美人姉妹はホテルの一室で目を覚ました。監禁状態の姉妹に男はこう言った…。 「さあ、セックスゲームを始めよう」（4月7日、ゴールデンタイム）共演:北川エリカ
- うちの妻を痴漢してください（4月9日、ヒビノ）
- ダーク系鬼畜餓鬼んちょ 3 悪ガキ学校立てこもり事件 〜巨乳女教師を人質にとって中出しレイプ動画投稿編〜（4月9日、ROCKET）共演:水野朝陽
- 女子大生露天風呂レイプ（4月10日、TMA）共演:佐々木恋海、仁奈るあ
- ω28! 常識破りの超ソフト天然おっぱい! 完璧な下乳に陶酔する圧倒的エクスタシー! 千乃あずみ(21)（4月10日、ZeTToN）
- わたし、脱いだらスゴイんです!（4月13日、HERO）
- 隣に住む巨乳の奥さんを押し倒してSEXしたら同じマンションの欲求不満なママ友を次々と紹介されて僕のチ○ポが足りなくて困った（4月23日、ナチュラルハイ）他出演:益若エリカ、小口田桂子 ほか
- 生徒に自宅を乗っ取られた若妻女教師 美人妻が奴隷ペットと化す3日間の凌辱劇（5月1日、ワンズファクトリー）
- 子♥チンポで孕ませ中出し書道教室 妊娠教育（5月7日、グローリークエスト）
- 義父と嫁の密かな接吻情事（5月7日、マドンナ）
- 無理犯りアクメ 「私、縛られるなんて聞いてません」（5月7日、ゴールデンタイム）
- 私の痴乳に大量精子をぶっかけて下さい。（5月8日、TMA）
- おっぱいママを狙うマセガキ同級生 5 〜僕のママが寝取られて妊娠懇願…!!〜（5月9日、ディープス）
- 誰かに抱かれたくて仕方無い欲求不満妻はブラを外しピ～ンと勃った乳首と巨乳で…（5月13日、DOC）※「あずみ」名義　他出演:春菜、結希
- 近親［無言］相姦 隣にお父さんがいるのよ…（5月19日、ヴィーナス）
- 「足裏という新たなる性器」網タイツの生地越しでの脚コキ（5月20日、SEX Agent）他出演:篠田あゆみ、逢沢はるか、沢井ちなつ、水野朝陽、西条沙羅、三橋杏奈、広瀬洋子、宮部涼花
- 生中痴漢 11（5月21日、ナチュラルハイ）他出演:みづのみう、水沢みゆ、益若エリカ、吉村みさき
- 「早くしないと赤ちゃんできちゃう!」 妹の妊娠を心配するお姉ちゃんが禁断のクンニで中出しされた精子を吸い取りごっくん! 2（5月21日、ナチュラルハイ）共演:芹沢つむぎ　他出演:春原未来、南梨央奈
- 自宅を占拠され生徒達に輪姦される女教師…（5月21日、ヒビノ）
- 通勤途中のタイトスカートの綺麗なお姉さんのイヤラシイお尻にチ○ポ擦りつけほとばしる精液をブッカケる痴漢たち!! 3（5月21日、SOSORU）他出演:ひばり結羽、上原果歩、真奈瀬あき
- シャツから飛び出すほどのムチムチ巨乳で勃起を誘いイヤラしく勧誘してくるパイズリセールスレディー（5月21日、SOSORU）
- エステ帰りの人妻にぶっかけザーメンパック!! 〜お肌のケアには精子が1番〜（5月22日、DOC）※「かな」名義　他出演:みさ、あみ、さやか、れな、さなえ、ゆうか、さおり、れいこ
- Bi STYLE 絶世の究極BODY －スッポンポン全裸爆乳ナース－（5月25日、美）
- 感じすぎていっぱい潮吹き ごめんなさい… 3 涎を垂れ流すほど感じまくる 絶頂潮吹き55噴射!!（5月25日、セレブの友）
- Wキャスト（6月1日、TEPPAN）共演:浜崎真緒
- メスころがし（6月5日、h.m.p）
- キャビンアテンダントレズビアン 〜大好きな教官と、真夜中の絶頂レズフライト♥〜（6月7日、ビビアン）共演:朝倉ことみ
- 逆愛人契約! 中出し10発するまで許さない淫乱痴女 2（6月12日、BAZOOKA）他出演:大槻ひびき、二宮ナナ、玉城マイ
- そんなの即ON!絶対に即マンでしょ!!AV女優の「やる気スイッチ!どこですか?」を徹底検証♥えっ、マジでっ、いきなり!?「千乃あずみ」すぐに入っちゃう?!エロスイッチ。（6月12日、ホイップ）
- 頼まれると嫌とは言えない隣の若妻 夫以外のチンポで恍惚潮吹き12発!（6月13日、セレブの友）
- 夜這い いけない事だと知っていたけど生中出しまで許してしまいました（6月18日、グローリークエスト）他出演:本田莉子、紺野ひかる、小川奈緒、飯岡かなこ
- 強制的じゃないセルフイラマチオ 04 〜ディープスロートがデフォルトの女たち〜（6月19日、SEX Agent）他出演:宮部涼花、三橋杏奈、葉山美空、保坂えり、黒瀬萌衣、希咲あや、大橋優子、竹内真琴
- くぱぁ→ずっぽし! ち●ぽ型玩具にヤラれる私、見せつけオナニー（6月19日、SEX Agent）他出演:篠田あゆみ、神波多一花、川村まや、宮部涼花、高山えみり、逢沢はるか、西条沙羅、三橋杏奈、鳴月らん、沢井ちなつ
- 1日中愛し逢う 終わらないレズSEX（6月19日、レズれ!）共演:北川エリカ
- このあと滅茶苦茶セックスした（6月25日、ダスッ!）
- 美爆乳の客室乗務員にイヤラしい卑猥な上品淫語で犯されたい（6月25日、美）
- 子宮が欲する密着中出し（7月1日、ワンズファクトリー）
- アニマル「ちの」ネット 千乃あずみ 3アニマルコスプレ たっぷりグラビア&獣FUCK 240分（7月7日、ゴールデンタイム）
- 夫の親族に中出しされた未亡人（7月9日、ヒビノ）
- 痴漢の季節 狙われた美人巨乳OL（7月10日、クリスタル映像）
- 性欲解放 絡み合う濃厚接吻と求め合う情熱性交（7月10日、TMA）
- 中出し孕ませ帰郷（7月16日、グローリークエスト）
- 超ガン見フェラ 3 〜見つめ合いながらお口でされる搾汁(さくじゅう)行為〜（7月17日、SEX Agent）他出演:北川エリカ、保坂えり、黒瀬萌衣、三浦春佳、葉山美空、西条沙羅、翼みさき
- 究極の美脚パンスト責め（7月23日、SOSORU）他出演:上原果歩、伊藤りな、ひばり結羽、村上涼子、加山なつこ、甲斐ミハル、沢木えりか、真奈瀬あき、希咲あや、風間ゆみ
- 千乃あずみ スーパーコンプリートBOX12時間（8月13日、teamZERO）※総集編
- 愛人×人妻×濃厚接吻（8月14日、BAZOOKA）他出演:大槻ひびき、早川瑞希、玉城マイ、舞川ゆりな
- ノーモザイク・レズれ!（8月19日、レズれ!）共演:北川エリカ 他出演:篠田あゆみ、朝桐光、乙葉ななせ、川上ゆう、桜井あゆ、鈴村みゆう、有村千佳、矢沢りょう
- ナチュラルハイ真夏の凌辱SP 崩壊保護者会 〜教師に無実の罪を被せた親たちに集団オマ○コおっぴろげ制裁〜（8月20日、ナチュラルハイ）共演:仲村茉莉恵、葵千恵、佐伯かのん ほか
- 「ナマで入っちゃった!」 巨乳デリ嬢のオイル素股でチ○ポをマ○コに擦り付けてたら思わずフル勃起からの生挿入!本番禁止のはずがナマ中出しまで許しちゃったドスケベ巨乳デリ嬢（8月20日、グローリークエスト）他出演:七草ちとせ、菅野さゆき、折原ほのか、初美沙希
- Gカップ千乃あずみ 本物中出し23発全タイトルBEST!!（8月25日、本中）※総集編
- 撮影現場のカメラの前でおしっこをするAV女優（9月3日、グローリークエスト）他出演:折原ほのか、穂高ゆうき、宮地さくら、上原花恋、葉山美空、司ミコト、初美沙希、西川りおん、南菜々、木下寧々、立花まおみ、鈴原エミリ、佐野玲華、西条沙羅、愛原さえ、小川奈緒、事原みゆ、内村りな、小口田桂子、谷原希美、保坂えり、香山美桜、宮部涼花、白井まい、碧しの、安野由美、羽月希
- 僕のねとられ話しを聞いてほしい 居酒屋の常連客に寝盗られた妻（9月7日、JET映像）
- CA飛行機痴漢 2 豪華版 中出しスペシャル（9月10日、ナチュラルハイ）他出演:香山美桜、星空もあ ほか
- 「大学の授業中にチ○ポを握らせても拒めない!男より学業優先の真面目女子大生に膣内絶頂を教えてヤる」 VOL.1（9月10日、DANDY）他出演:なつめ愛莉、広瀬りりあ、桜木優希音
- ガサ入れ! ビッグバンローター改 人妻AV女優の本物の旦那様が居る自宅にアポ無し訪問! バレないようにビッグバンローターで楽しんでいたら奥様の性欲に火がつきまくって玄関先でこっそり濃厚接吻寝取りSEX&潮!潮! 3（9月10日、サディスティックヴィレッジ）
- 褒めて癒して中出しさせてくれる極上淫語秘書（9月11日、BAZOOKA）他出演:上原亜衣、本田莉子、綾瀬みなみ、篠田ゆう
- BAZOOKAの最高級プレミアムソープランド（9月11日、BAZOOKA）共演:篠田あゆみ、並木杏梨、折原ほのか
- 肉圧系淫乱ダブル痴女（9月11日、REAL）共演:本田莉子
- 完全プライベート 有名女優とデートに行こう!（9月11日、TMA）
- 痴女×痴女レズビアン 千乃12回、円城13回、2人合わせて25絶頂!! イキまくりイカせまくり相性抜群の同性セックス快楽（9月13日、セレブの友）共演:円城ひとみ
- 義父と嫁の背徳交尾（9月18日、クリスタル映像）
- 団地妻息子交換逆レイプサークル 〜旦那に全く相手にされず欲求不満な団地妻たちは身近でリスク無しのセックスを楽しもうと昼下がりの自宅でお互いの息子を公認逆レイプ!〜（9月24日、アパッチ）共演:澤村レイコ、青葉優香、笠原詩織、橘ひなた
- カリスマ巨乳女社長千乃あずみの世界一受けたいエッチな個人指導 社員は憧れの巨乳女社長に弄ばれたい素人男子（9月24日、SOSORU）
- 千乃あずみが本気に変わる瞬間… 3 最高級痴女&最上級潮吹き!（9月25日、セレブの友）
- 爆乳エロコスプレイヤー 会員限定中出し撮影会（10月1日、Fitch）
- 千乃あずみのヒミツの裏バイト（10月7日、Be Free）
- オフィスレディレズ痴漢 〜蒸れた黒パンスト、真夏の汗だく女性専用車両〜（10月7日、ビビアン）共演:大場ゆい、神ユキ
- 出るに出られないクローゼットから、決して見てはイケナイ弟のオナニーを見てしまった姉はコッソリ発情! 真面目で純粋だと思っていた弟の部屋にはオナニーグッズがいっぱい隠されていた。それを発見してしまった姉。でもその直後弟が帰ってきた!さすがにバレちゃまずいとクローゼットに緊急避難!とりあえず難を逃れホッとしていたら、弟がセンズリ開始!?しかも3回、4回、5回と…。クローゼットの中から出るに出れない姉。充満するザーメン臭と萎えないチ○ポに次第に興奮してしまう姉。そして…。（10月8日、Hunter）他出演:青葉優香、本田莉子、高嶋ゆいか、水野朝陽
- クソ餓鬼たちのボイン女教師イジメ（10月8日、サディスティックヴィレッジ）
- 姉貴が性欲解消で目が合えば四六時中僕のチ○ポを求めてくる 中出し孕まされ姉弟近親相姦（10月9日、V&R PRODUCE）
- 姉フェチ 4 涎も愛液も滴りを止められない! 弟達を愛情フェラで可愛がる淫乱痴女姉は近親相姦で絶頂21回!!（10月13日、セレブの友）
- 淫語痴女（10月19日、ドグマ）
- 男は僕以外全員女性のシェアハウスで王様ゲーム! 田舎から上京し、安いという理由で選んだシェアハウスの他の住人がまさかの全員女性!男が僕1人なもんだから非常に肩身が狭いし、僕が冴えない男なもんだからコキ使われまくり! そんなある日、女性住人たちから「1人でも男がいた方が盛り上がる」という理由で王様ゲームに強制参加させられる事に。どうせまた嫌な思いでもするんだろうと思いきや、「王様の命令は絶対!」というルールのおかげで女性住人同士のレズ行為が見れたり、僕もかなり エッチな事が出来ちゃいました!（10月22日、Hunter）他出演:水野朝陽、佳苗るか、なつめ愛莉、浜崎真緒、乙葉ななせ、南梨央奈、蛯名りな ほか
- 意地悪だけど巨乳でセクシーで魅力的な美人上司が突然僕の部屋に来て… 当然のように説教しながら僕を痴女ってきた♥（10月22日、SOSORU）
- 幸福のレズビアン 浴びせ合う潮吹きシャワー絶頂35回!!（10月25日、セレブの友）共演:香山美桜
- 鉄板Complete Gカップ美乳 デカチン潮吹きBEST（11月1日、TEPPAN）※総集編、未公開映像収録
- 社員研修で箱根温泉を訪れた職場の同僚同士が仕事仲間のいる男湯で過激な密着泡洗体に挑戦! 部下の柔らか巨乳で全身を洗われて上司のち○ぽはたまらずギン勃ち! 仕事仲間の目の前にも関わらず公開SEXをしてしまうのか!?（11月12日、ディープス）他3名出演
- 妻の性欲が強すぎて、正直俺、困っています…（11月12日、サディスティックヴィレッジ）
- ミス・ランジェリーナ II 高級コールガールの淫靡なランジェリーと濃密な性交4時間（11月13日、BAZOOKA）他出演:愛原さえ、七原あかり、福咲れん、森はるら
- 千乃あずみ SPECIAL BEST 4時間（11月13日、TMA）※総集編
- アナル舐め 高級痴女サロン 7（11月13日、セレブの友）
- 会社の先輩4人と研修旅行に来たから子作り（12月1日、ZUKKON/BAKKON）共演:卯水咲流、月島ななこ、朝倉ことみ
- 撮影現場のカメラの前でおしっこをするAV女優 2（12月3日、グローリークエスト）他出演:七草ちとせ、三喜本のぞみ、小西みか、水元恵梨香、井川菜乃花、岩崎麻莉子、夕樹あさひ、葵千恵、希咲あや、松井優子、折原ほのか、早乙女ありさ、宮部涼花、松本まりな、澤村レイコ、安野由美、菅野さゆき、水沢みゆ、原千草、逢沢はるか、江上しほ、蓮実クレア、上原花恋、可愛まゆ、司ミコト、青山未来、逢月はるな、星野ひびき、あやね遥菜、なごみ、蛯名りな、黒瀬萌衣、大見はるか、木下寧々、坂口れな
- 実録 人間家畜 ドキュメント（12月7日、アタッカーズ）共演:保坂えり、星野あかり、阿部乃みく
- 肉圧系淫乱ダブル痴女（12月11日、REAL）
- 素敵なカノジョ 千乃あずみ 美巨乳痴女の野外露出集団痴漢せっくす♥（12月13日、BACK DROP）
- ブチュキス痴女（12月19日、ドグマ）
- 緊縛スワロウテイル（12月25日、ダスッ!）
- 女捜査官拷問調教 12（12月25日、セレブの友）

2016年
- 「壊し愛」（1月1日、h.m.p）共演:涼川絢音
- おっぱい保母さんが優しく育ててくれるから子作り（2月1日、ZUKKON/BAKKON） 共演:澁谷果歩、倉多まお、羽鳥みか

### イメージDVD
- 千乃あずみはオレのカノジョ。（2015年8月25日、GARDEN）

## テレビ出演
- 旅ヌード（2013年10月30日 - 11月20日・12月25日、テレビ東京）
- せんべろ女とホルモンおやじ（2013年11月22日、フジテレビONE）